# Antonio Rački
Antonio Rački (Rijeka, Yugoslavia; 18 de diciembre de 1973 – Rijeka, Croacia; 9 de febrero de 2024) fue un esquiador croata especialista en esquí de fondo que participó en los Juegos Olímpicos.

## Carrera
Su primera aparición en los Juegos Olímpicos de Invierno se dio en Lillehammer 1994 donde participó en cuatro eventos: En el evento clásico de 10 kilómetros en la que finalizó en el lugar 79 entre 88 participantes.
En el evento de persecución libre de 15 kilómetros terminó en el lugar 71 entre 74 participantes que terminaron el evento, en la prueba de 30 kilómetros libre terminó en el lugar 62 entre 71 participantes; y en la carrera de 50 kilómetros finalizó en el lugar 52 entre 61 participantes.
Su segunda aparición fue en Nagano 1998 donde solo participó en la carrera clásica de 10 kilómetros, la cual no pudo iniciar.

## Muerte
Antonio Rački falleció en un accidente automovilístico en Rijeka el 9 de febrero de 2024 a los 50 años.